# كاميرون واتسون (ممثل)
كاميرون واتسون (بالإنجليزية: Cameron Watson)‏ هو ممثل أمريكي، ولد في 6 أكتوبر 1961 بلويفيل في الولايات المتحدة.

## أعمال

### أفلام
- (2001) سماء الفانيلا[2]

## وصلات خارجية
- كاميرون واتسون على موقع IMDb (الإنجليزية)
- كاميرون واتسون على موقع قاعدة بيانات الفيلم (الإنجليزية)